# Szingli vagy svindli
A Szingli vagy svindli egy társkereső reality, amely az amerikai Ready to Mingle című műsoron alapszik.
A műsor 2023. október 2-án indult a Viasat3-on. A műsorvezetője Liptai Claudia volt.

## Története
2022. október 20-án Bonda Gergely, az Antenna Entertainment régiós ügyvezető igazgatója a Big Picture konferencián bejelentették, hogy hamarosan egy társkereső realityt indít a Viasat3-ra. 2023. június 28-án bejelentették, hogy a műsorvezetője Liptai Claudia lesz. A műsor kezdési időpontját 2023. szeptember 11-én bejelentették.

## A műsor menete
A műsorban tíz férfi küzd egy nő szívéért, azonban a férfiak egy része nem egyedülálló és csak a pénznyeremény miatt vesz részt a produkcióban. A nő feladata, hogy a műsor végére egy egyedülálló párt találjon magának, akivel elfelezheti a főnyereményt. Ha azonban olyan férfit választ a végén, aki kapcsolatban él, akkor a férfi kapja a teljes összeget, a nő pedig pár és pénznyeremény nélkül marad.